# Années 210 av. J.-C.
Les années 210 av. J.-C. couvrent les années de 219 av. J.-C. à 210 av. J.-C.

## Événements
D’après Polybe, la constitution romaine sous la République a atteint sa perfection à l’époque d’Hannibal, vers 210 av. J.-C.. Trois formes de gouvernement, royauté, aristocratie, démocratie, se trouvent amalgamées dans la constitution :
- Les consuls ont un pouvoir quasi monarchique. Ils ont la haute main sur les affaires publiques et militaires et tous les autres magistrats, à l’exception des tribuns, qui sont sous leurs ordres. Ils introduisent les ambassadeurs dans le Sénat, ils provoquent les délibérations dans les cas urgents, ils promulguent les sénatus-consultes. Ils doivent également convoquer l’assemblée, présenter les projets de loi, appliquer les décisions de la majorité. Leur pouvoir est presque absolu en matière militaire : ils fixent le contingent que doivent fournir les alliés, nomment les tribuns militaires, font les levées de troupes. En campagne, ils ont le droit de punir qui bon leur semble et sont libres d’engager sur les fonds de l’État les dépenses qu’ils veulent. Un questeur les accompagne et exécute immédiatement tous leurs ordres.
- Le Sénat a un pouvoir aristocratique. Il administre le trésor public. Les questeurs et les censeurs dépendent d’un décret du Sénat pour engager des dépenses. Le Sénat juge également les crimes commis en Italie qui entraînent l’intervention publique : trahison, conjuration, emprisonnements, assassinats. Il est responsable des ambassades envoyées à l’étranger ou reçues à Rome, de la soumission des peuples vaincus et des déclarations de guerre.
- L’assemblée du peuple a une part importante de pouvoir démocratique : seule dans l’État elle peut décerner les honneurs ou infliger un châtiment. Elle confère les charges à ceux qui les méritent. Elle juge les crimes passibles d’une amende considérable, surtout quand l’accusé a occupé une haute magistrature et peut, elle seule, prononcer une condamnation à mort. Elle est maître d’adopter ou de rejeter les lois, délibère sur la guerre et la paix, sanctionne, ratifie ou repousse les alliances, les conventions et les traités.

- 225 ou 218-200 av. J.-C. : règne du roi nubien d’éducation grecque Arkamani (identifié à l'Ergaménès de Diodore de Sicile ; massacre les prêtres d’Amon à Napata, marquant la rupture définitive de l’ancien pacte entre les rois et le clergé[2]. L’ancienne coutume, rapportée par Diodore de Sicile au Ier siècle avant l'ère chrétienne, voulait que les prêtres d’Amon ordonnent le suicide rituel du roi s’il déméritait ou si ses forces déclinaient. Par le massacre les prêtres, Arkamani abolit cette coutume et impose à Méroé des réformes venues de l’extérieur[3].

- Vers 220-120 av. J.-C. : époque de la Tène moyenne[4].
- 220-219  av. J.-C. : deuxième guerre d'Illyrie[5].
- 220-217  av. J.-C. : guerre des Alliés en Grèce[6].
- 219-217  av. J.-C. : quatrième guerre de Syrie. Antiochos III conquiert la Syrie-Palestine au détriment des Lagides et s’allie aux Nabatéens dans cette entreprise[7].
- 218-202  av. J.-C. : deuxième guerre punique. Passage des Alpes par Hannibal. Bataille du lac Trasimène. Bataille de Cannes. Siège de Syracuse[8].
  - À partir de la deuxième guerre punique, Ostie devient un avant port de combat pour les galères[9].
- 217 av. J.-C. : bataille de Raphia[10]. Fin de la quatrième guerre de Syrie.
- 215  av. J.-C. : campagne de la dynastie Qin contre les Xiongnu.
- 214-205  av. J.-C. : première Guerre macédonienne. Philippe V de Macédoine tente de venir en aide à Hannibal pour s’emparer des provinces illyriennes tenues par Rome. Une expédition de Philippe V de Macédoine contre l’Illyrie romaine échoue. Rome intervient en Grèce aux côtés des Étoliens et de Pergame[11].
- 213-212 av. J.-C. : siège et prise de Syracuse par les Romains[11].
- 212-204 av. J.-C. : Anabase. campagnes militaires d'Antiochos III en Arménie, en Bactriane (209 av. J.-C.) et en Parthie[12].
- Vers 210 av. J.-C. : les Celtes s’installent en Languedoc[7].

## Personnages significatifs
- Archimède
- Hannibal
- Paul Émile
- Varron
- Quintus Fabius Maximus Verrucosus